# انکا خریستولوا
انکا خریستولوا (بلغاری: Анка Томова Христолова, later Узунова, later Томова؛ زادهٔ ۱۲ ژانویهٔ ۱۹۵۵) بازیکن والیبال اهل بلغارستان است.
از باشگاه‌هایی که در آن بازی کرده‌است می‌توان به اشاره کرد.